# Skorogoszcz (gmina)
Skorogoszcz (1945–46 Szurgoszcz) – dawna gmina wiejska istniejąca w latach 1945–1954 i 1973–1975 w woj. śląskim i woj. opolskim (dzisiejsze woj. opolskie). Siedzibą władz gminy była Skorogoszcz.
Gmina zbiorowa Szurgoszcz powstała po II wojnie światowej (w grudniu 1945) w powiecie niemodlińskim na terenie tzw. Ziem Odzyskanych (tzw. I okręg administracyjny – Śląsk Opolski), powierzonym 18 marca 1945 administracji wojewody śląskiego, a z dniem 28 czerwca 1946 przyłączonym do woj. śląskiego (śląsko-dąbrowskiego).
Według stanu z 1 stycznia 1946 gmina składała się z 8 gromad: Szurgoszcz, Borkowice, Chróścinka, Golczowice, Henryków, Lipowa, Nikolin, Przędza i Raski. 6 lipca 1950 zmieniono nazwę woj. śląskiego na katowickie; równocześnie gmina Skorogoszcz wraz z całym powiatem niemodlińskim weszła w skład nowo utworzonego woj. opolskiego.
Według stanu z 1 lipca 1952 gmina składała się z 8 gromad: Borkowice, Chróścina, Golczowice, Lipowa, Nikolin, Oldrzyszowice, Przecza i Skorogoszcz. Gmina została zniesiona 29 września 1954 wraz z reformą wprowadzającą gromady w miejsce gmin.
Jednostkę reaktywowano 1 stycznia 1973 w tymże powiecie i województwie; w skład gminy weszły obszary 10 sołectw: Borkowice, Chróścina, Golczowice, Mikolin, Narok, Niewodniki, Oldrzyszowice, Przecza, Skorogoszcz i Wronów.
1 czerwca 1975 gmina weszła w skład nowo utworzonego (mniejszego) woj. opolskiego.
30 października 1975 gmina została zniesiona; z większej części gminy Skorogoszcz (obszarów sołectw Borkowice, Chróścina, Golczowice, Mikolin, Oldrzyszowice, Przecza, Skorogoszcz i Wronów) i znoszonych gmin Gracze (Sarny Małe i Stroszowice) i Łosiów (Buszyce, Jasiona, Kantorowice, Łosiów, Nowa Wieś Mała, Ptakowice, Strzelniki i Różyna) utworzono nową gminę Lewin Brzeski. Jedynie obszary sołectw Narok i Niewodniki z gminy Skorogoszcz przyłączono do gminy Dąbrowa.